# Солодка щетинистая
Соло́дка щети́нистая (лат. Glycyrrhiza echinata) — вид многолетних травянистых растений рода Солодка (Glycyrrhiza) семейства Бобовые (Fabaceae).

## Ботаническое описание
Многолетнее растение высотой 50—130 см.
Стебли распростёртые или приподнимающиеся.
Листья с тремя-шестью парами эллипсовидных листочков до 45 мм длиной, суженных в основании и на верхушке. Прилистники ланцетные.
Соцветия густые, почти шаровидные. Цветки до 10 мм длиной, фиолетово-синие. Цветёт во второй половине лета.
Бобы в плотных шаровидных головках, яйцевидные или эллипсовидные, до 16 мм длиной, в верхней части густо покрыты шипиками.

## Таксономия
|  |                          |                          |                          |                          |                                                        |                          |                          |                   |                                               |                   |                   |  |                                                                               |  |  |  |
|  | порядок Бобовоцветные    |                          |                          |                          |                                                        |                          |                          |                   |                                               |                   |                   |  |                                                                               |  |  |  |
|  |                          |                          |                          |                          |                                                        |                          |                          |                   |                                               |                   |                   |  |                                                                               |  |  |  |
|  | семейство Бобовые        | семейство Бобовые        | семейство Бобовые        | семейство Бобовые        | семейство Бобовые                                      | семейство Бобовые        | семейство Бобовые        | семейство Бобовые | семейство Бобовые                             | семейство Бобовые | семейство Бобовые |  | ещё 3 семейства (согласно Системе APG II): Истодовые, Квиллайевые, Суриановые |  |  |  |
|  |                          |                          |                          |                          |                                                        |                          |                          |                   |                                               |                   |                   |  | ещё 3 семейства (согласно Системе APG II): Истодовые, Квиллайевые, Суриановые |  |  |  |
|  | подсемейство Мотыльковые | подсемейство Мотыльковые | подсемейство Мотыльковые | подсемейство Мотыльковые | подсемейство Мотыльковые                               | подсемейство Мотыльковые | подсемейство Мотыльковые |                   | ещё 2 подсемейства: Цезальпиниевые, Мимозовые |                   |                   |  | ещё 3 семейства (согласно Системе APG II): Истодовые, Квиллайевые, Суриановые |  |  |  |
|  |                          |                          |                          |                          |                                                        |                          |                          |                   | ещё 2 подсемейства: Цезальпиниевые, Мимозовые |                   |                   |  | ещё 3 семейства (согласно Системе APG II): Истодовые, Квиллайевые, Суриановые |  |  |  |
|  | род Солодка              | род Солодка              | род Солодка              |                          | ещё около 420 родов, в том числе Чина, Люцерна, Клевер |                          |                          |                   | ещё 2 подсемейства: Цезальпиниевые, Мимозовые |                   |                   |  | ещё 3 семейства (согласно Системе APG II): Истодовые, Квиллайевые, Суриановые |  |  |  |
|  |                          |                          |                          |                          | ещё около 420 родов, в том числе Чина, Люцерна, Клевер |                          |                          |                   | ещё 2 подсемейства: Цезальпиниевые, Мимозовые |                   |                   |  | ещё 3 семейства (согласно Системе APG II): Истодовые, Квиллайевые, Суриановые |  |  |  |
|  | вид Солодка щетинистая   |                          |                          |                          | ещё около 420 родов, в том числе Чина, Люцерна, Клевер |                          |                          |                   | ещё 2 подсемейства: Цезальпиниевые, Мимозовые |                   |                   |  | ещё 3 семейства (согласно Системе APG II): Истодовые, Квиллайевые, Суриановые |  |  |  |
|  |                          |                          |                          |                          | ещё около 420 родов, в том числе Чина, Люцерна, Клевер |                          |                          |                   | ещё 2 подсемейства: Цезальпиниевые, Мимозовые |                   |                   |  | ещё 3 семейства (согласно Системе APG II): Истодовые, Квиллайевые, Суриановые |  |  |  |
|  |                          |                          |                          |                          |                                                        |                          |                          |                   | ещё 2 подсемейства: Цезальпиниевые, Мимозовые |                   |                   |  | ещё 3 семейства (согласно Системе APG II): Истодовые, Квиллайевые, Суриановые |  |  |  |
|  |                          |                          |                          |                          |                                                        |                          |                          |                   |                                               |                   |                   |  | ещё 3 семейства (согласно Системе APG II): Истодовые, Квиллайевые, Суриановые |  |  |  |
|  |                          |                          |                          |                          |                                                        |                          |                          |                   |                                               |                   |                   |  |                                                                               |  |  |  |
|  |                          |                          |                          |                          |                                                        |                          |                          |                   |                                               |                   |                   |  |                                                                               |  |  |  |